# Kỹ thuật nông nghiệp
Kỹ thuật nông nghiệp là kỹ thuật sản xuất và chế biến các sản phẩm nông nghiệp. Kỹ thuật nông nghiệp kết hợp các nguyên tắc cơ học, dân dụng, điện, khoa học thực phẩm và kỹ thuật hóa học với kiến thức về các nguyên tắc nông nghiệp theo nguyên tắc công nghệ. Mục tiêu chính của ngành khoa học này là nâng cao hiệu quả và tính bền vững của các hoạt động nông nghiệp.

## Lịch sử
Việc sử dụng đầu tiên của kỹ thuật nông nghiệp là giới thiệu thủy lợi trong nông nghiệp quy mô lớn. Việc thực hành này không được mở rộng cho đến khi cuộc cách mạng công nghiệp diễn ra.
Với sự phát triển của máy kéo và máy móc trong cuộc cách mạng công nghiệp, một thời đại mới trong Kỹ thuật nông nghiệp bắt đầu. Trong suốt cuộc cách mạng công nghiệp, những người thu hoạch và trồng cây cơ khí sẽ thay thế các cánh đồng trong hầu hết các ngành công nghiệp lương thực và hoa màu. Trong thế kỷ 20, với sự gia tăng của các động cơ đáng tin cậy trong máy bay, các máy xén được thực hiện để phân tán thuốc trừ sâu. Việc đưa các khái niệm kỹ thuật này vào lĩnh vực nông nghiệp cho phép tăng năng suất cây trồng, được mệnh danh là " cuộc cách mạng nông nghiệp thứ hai ".
Vào cuối thế kỷ 20, thực phẩm biến đổi gen (GMO) đã được tạo ra, mang lại một sự thúc đẩy lớn khác cho năng suất cây trồng và khả năng chống sâu bệnh.

## Lĩnh vực
Kỹ thuật nông nghiệp có thể là một trong bất kỳ lĩnh vực nào sau đây:
- thiết kế máy móc, thiết bị và kết cấu nông nghiệp
- động cơ đốt trong áp dụng cho máy móc nông nghiệp
- quản lý tài nguyên nông nghiệp (bao gồm sử dụng đất và sử dụng nước)
- quản lý nước, bảo tồn và lưu trữ cho tưới tiêu cây trồng và chăn nuôi
- khảo sát và lập hồ sơ đất đai
- khí hậu học và khoa học khí quyển
- quản lý và bảo tồn đất, bao gồm xói mòn và kiểm soát xói mòn
- gieo hạt, làm đất, thu hoạch và chế biến cây trồng
- chăn nuôi, bao gồm gia cầm, cá và động vật cho sữa
- quản lý chất thải, bao gồm cả chất thải động vật, chất thải nông nghiệp và dòng chảy phân bón
- Kỹ thuật thực phẩm và chế biến nông sản
- nguyên tắc cơ bản của phân tích mạch, khi áp dụng cho động cơ điện
- tính chất vật lý và hóa học của vật liệu được sử dụng trong hoặc sản xuất bởi sản xuất nông nghiệp
- Kỹ thuật tài nguyên sinh học, sử dụng máy móc ở cấp độ phân tử để giúp môi trường.